# Colfax Township (Contea di Atchison, Missouri)
Colfax Township è una delle 11 township nella contea di Atchison dello Stato del Missouri, Stati Uniti d'America.

## Geografia fisica
Colfax Township si estende su una superficie di 108,73 km².